# 마누엘 파블로
마누엘 파블로(Manuel Pablo García Díaz, 1976년 1월 25일~ )는 스페인의 전 축구 선수이다. 1995년 'UD 라스팔마스' 입단으로 데뷔하였고 과거 데포르티보 라 코루냐의 수비수(DF)로 뛰며 주장을 맡은 바 있다.